# Oleg Alexejewitsch Bogatikow
Oleg Alexejewitsch Bogatikow (russisch Олег Алексеевич Богатиков; * 15. Dezember 1934 in Moskau; † 1. März 2022) war ein sowjetischer bzw. russischer Geologe.

## Leben
Bogatikows Eltern fielen Stalins Großem Terror zum Opfer. Die Mutter kam ins Gefängnis (bis 1947), während der Vater 1937 erschossen wurde (1956 rehabilitiert). Bogatikow besuchte die Mittelschule in Gawrilow Possad (Oblast Iwanowo) und studierte dann an der Fakultät für Prospektion des Moskauer Instituts für Prospektion (MGRI) mit Abschluss 1957.
Nach dem Studium wurde Bogatikow Aspirant, Laborant und dann Wissenschaftlicher Mitarbeiter des Instituts für Geologie der Erzlagerstätten, Petrographie, Mineralogie und Geochemie (IGEM) in Moskau. 1965 wurde er Mitglied der KPdSU. In den folgenden Jahren arbeitete er im Kongo. Nach seiner Rückkehr in die UdSSR und einem Studium am Institut für Internationale Beziehungen untersuchte er im IGEM Petroglyphen und Anorthosite, wozu er wichtige Beiträge lieferte. Mit seiner Dissertation über Anorthosite in der UdSSR wurde er 1975 zum Doktor der geologisch-mineralogischen Wissenschaften promoviert. Er nahm an fünf Tagungen des Internationalen Geologenkongresses teil, berichtete über seine Ergebnisse und trat dem nationalen Komitee der Geologen der UdSSR bei.
Bogatikow untersuchte magmatische Prozesse und den Ozeanboden. Er initiierte die Herausgabe eines grundlegenden Werkes über Magmatisches Gestein in sieben Bänden (1983–1987), dessen Hauptherausgeber er war und für das er viele Beiträge lieferte. Seine Arbeitsgebiete waren die Geschichte des Magmatismus und die frühen Stadien der Entwicklung der Erdkruste sowie die Mondberge.
Bogatikow war 1986–1991 Wissenschaftlicher Vizehauptsekretär des Präsidiums der Akademie der Wissenschaften der UdSSR (AN-SSSR). 1987 wurde er Korrespondierendes Mitglied der AN-SSSR und 1991 Wirkliches Mitglied der nun Russischen Akademie der Wissenschaften (RAN), deren Stellvertretender Vizepräsident er war.

## Ehrungen, Preise
- Ehrendiplom des Präsidiums der AN-SSSR (1980)
- Fersman-Preis der AN-SSSR (1985)
- Staatspreis der Russischen Föderation (1997) für die Arbeiten zur tiefreichenden Geodynamik
- Preis der Regierung der Russischen Föderation (1999)
- Demidow-Preis (2003)
- Triumph-Preis der nicht-staatlichen russischen Stiftung Triumph-Logowas Boris Abramowitsch Beresowskis (2009)[5]